# コナー・ワシントン
コナー・ジェームズ・ワシントン（Conor James Washington、1992年5月18日  - ）は、イングランド・ケント州チャタム出身のプロサッカー選手。北アイルランド代表。ダービー・カウンティFC所属。ポジションは、フォワード。

## クラブ経歴
ケントの町チャタムで生まれた。母はスコットランド出身、祖母は北アイルランド出身である。幼少期にケンブリッジシャーのセント・イヴェスという町に引っ越した。中学校時代は学校のチームで得点を量産、この活躍から卒業後にノリッジ・シティFCとピーターバラ・ユナイテッドFCから獲得オファーを受けたがこれを断った。ロイヤルメールで郵便配達員として働くかたわら、ユナイテッド・カウンティーズ・リーグ(9部リーグ)に所属する地元クラブでプレーした。
2012年10月1日、ニューポート・カウンティAFCに5000ポンドで移籍。
2014年1月28日、ピーターバラ・ユナイテッドFCに移籍。
2016年1月19日、クイーンズ・パーク・レンジャーズに3年半契約で移籍。移籍金は推定250万～300万ポンド。
2018年8月31日、シェフィールド・ユナイテッドFCに1年契約で移籍。
2019年6月27日、ハート・オブ・ミドロシアンFCに移籍。
2020年8月13日、チャールトン・アスレティックFCに2年契約で移籍。
2022年5月27日、ロザラム・ユナイテッドFCに2年契約で移籍。
2023年7月7日、ダービー・カウンティFCに移籍。

## 代表歴
2016年3月16日、ウェールズ代表とスロベニア代表との親善試合に臨むメンバーに招集された。24日のウェールズ代表戦で初キャップ。4日後のスロベニア代表戦で初ゴール。2016年6月、UEFA EURO 2016のメンバーに選ばれた。

### ゴール
| No | 開催日         | 会場                         | 対戦国     | スコア | 結果 | 試合概要                    |
| -- | -------------- | ---------------------------- | ---------- | ------ | ---- | --------------------------- |
| 1  | 2016年3月28日  | ウィンザー・パーク           | スロベニア | 1–0    | 1–0  | 親善試合                    |
| 2  | 2016年5月27日  | ウィンザー・パーク           | ベラルーシ | 2–0    | 3–0  | 親善試合                    |
| 3  | 2017年3月26日  | ウィンザー・パーク           | ノルウェー | 2–0    | 2–0  | 2018 FIFAワールドカップ予選 |
| 4  | 2019年6月8日   | ア・ル・コック・アレーナ     | エストニア | 1–1    | 2–1  | UEFA EURO 2020予選          |
| 5  | 2021年9月2日   | LFFスタディオナス            | リトアニア | 2–0    | 4–1  | 2022 FIFAワールドカップ予選 |
| 6  | 2021年10月12日 | ヴァシル・レフスキ国立競技場 | ブルガリア | 1–0    | 1–2  | 2022 FIFAワールドカップ予選 |